# Matt Stevens
Matthew John Hamilton Stevens, detto Matt Stevens (Durban, 1º ottobre 1982), è un rugbista a 15 sudafricano, nazionale inglese, il cui ruolo è pilone; dal gennaio 2011 milita nei Saracens dopo avere scontato una squalifica di due anni per uso di cocaina.

## Biografia
Matt Stevens è nato e cresciuto in Sudafrica, Paese nel quale ha studiato e iniziato a giocare a rugby.
Fu impiegato nelle rappresentative della Provincia Occidentale, nella Nazionale sudafricana universitaria e nelle U-18 e U-19, prima di decidere di trasferirsi nel Regno Unito per continuare gli studi universitari.
Nel settembre 2002 firmò un contratto professionistico con il Bath, nel quale, nonostante cinque sole presenze da subentrato nella prima stagione, si mise in luce come pilone versatile, capace di giocare sia sul lato destro che sinistro della mischia.
Nel 2003, in virtù delle sue ascendenze britanniche (sia il padre che il nonno sono inglesi), Stevens rispose alla convocazione dell'Inghilterra U-21 che partecipò alla Coppa del Mondo di categoria.
Subito si fece notare dallo staff tecnico della Nazionale maggiore, nella quale esordì nel 2004 in un test match contro la Nuova Zelanda; tuttavia, un infortunio al ginocchio gli impedì di partecipare alla partita successiva contro l'Australia.
Nel 2004 guidò la difesa del Bath nel campionato che vide la squadra chiudere al primo posto nella regular season ma che perse poi la finale per il titolo; nel Sei Nazioni 2005 fu chiamato per rimpiazzare il recordman di presenze Jason Leonard contro l'Irlanda a Twickenham.
Nel 2005 fu convocato per il tour dei British Lions, anche se fu schierato in sei match non ufficiali.
Nel 2007 fece parte della selezione inglese alla Coppa del Mondo di rugby 2007 in Francia, nella quale disputò tutti e sette gli incontri, i primi tre da titolare e gli altri da subentrato.
Ha fatto anche parte della selezione scelta da Brian Ashton per il Sei Nazioni 2008; all'inizio della stagione 2008-09 aveva firmato un rinnovo quadriennale con il Bath, ma nel gennaio 2009 fu trovato positivo alla cocaina a un test antidoping che faceva seguito a un incontro di Heineken Cup contro i Glasgow Warriors; Stevens non chiese controanalisi e ammise la sua responsabilità; un mese più tardi fu squalificato per due anni a partire dal 19 gennaio 2009; il commissario tecnico dell'Inghilterra, Martin Johnson, a proposito del fatto, disse che «Matt ha ammesso di avere un problema e sta cercando aiuto. Noi dobbiamo sostenerlo in questo, ma dobbiamo anche ribadire che un rugbista deve essere responsabile nelle sue scelte di vita e nelle sue azioni».
Il 5 marzo successivo Matt Stevens chiese al Bath di rescindere il contratto che lo legava al club: «Il Bath è arrabbiato con me, e ha ragione … avevo assunto cocaina per sopportare lo stress professionale: non era questa la via da seguire … preferisco andarmene io e sollevare il club dall'impellenza di dovermi licenziare».
Nel gennaio 2010 fu reso noto dalla direzione sportiva dei Saracens che il club londinese siglò un pre-contratto con Matt Stevens, nell'intento di ingaggiarlo dopo il 18 gennaio 2011, giorno di termine della squalifica; nel frattempo, visti i rigidi regolamenti in materia, a Stevens non fu permesso avere alcun contatto con il club né con i suoi giocatori, neppure nei dopo-partita; nel periodo di inattività Stevens si è dedicato alla gestione, insieme al suo collega Lee Mears, di un bar caffè a Bath.
Terminata la squalifica Stevens ha potuto riprendere l'attività ed è sceso in campo per la sua nuova squadra in un incontro del campionato riserve, nel corso del quale i Saracens hanno sconfitto i London Wasps 39-29 il 24 gennaio 2011.